# أوه كوانغ سو
أوه كوانغ سو (مواليد 30 أكتوبر 1965) هو ملاكم كوري جنوبي، مثّل بلاده في الألعاب الأولمبية الصيفية 1988.

## روابط خارجية
أوه كوانغ سو على موقع أوليمبيديا (الإنجليزية)